# Scogli Pettini (Ragusa)
Gli scogli Pettini o Pettini di Ragusa (in croato Grebeni) sono un gruppo di scogli della Croazia, dell'arcipelago delle isole Elafiti, situato di fronte alla costa dalmata, a ovest di Ragusa (Dubrovnik). Amministrativamente, appartengono alla città di Ragusa nella regione raguseo-narentana.
Non vanno confusi con gli omonimi scogli Pettini che si trovano di fronte a Ragusa Vecchia (Cavtat), circa 13 km a sud-est.

## Geografia
Gli scogli si trovano a ovest della penisola di San Martino (Lapad), a sud-ovest dell'omonima valle detta anche valle Lapad (uvala Sumartin), allineati a ovest di punta Petca (rt Petka):
- Pettine[7] (Greben), il più occidentale del gruppo e il secondo per grandezza; ha una superficie di 7137 m²[10], lo sviluppo costiero è di 437 m[10], l'altezza è di 29,3 m[1]. Dista 2,4 km[1] circa dalla punta meridionale di Calamotta, detta punta di Sopra[8][11] o Besden[4] (rt Bezdanj). Sull'isolotto c'è un faro costruito nel 1872 e ancora funzionante[12].
- Forca[7] (Vješala), è il maggiore degli scogli e si trova tra Pettine e Cantinara; ha una superficie di 0,12 km²[10], una lunghezza di circa 260 m[1]; lo sviluppo costiero è di 657 m[10].
- Cantinara[7] (Kantenari) è composto di 6 piccoli scogli adiacenti[10] e ha una superficie complessiva di 2422 m²[10].
- altri piccoli scogli senza nome si trovano tra Cantinara e punta Petca.

## Scogli adiacenti
- Scoglio Pomo[13] (hrid Jabuka), piccolo scoglio che si trova a sud-est vicino alla costa, poco a sud di punta Petca; ha un'area di 127 m²[10] 42°38′55.6″N 18°03′41″E.

### Cartografia
- (HR) Mappa topografica della Croazia 1:25000, su preglednik.arkod.hr. URL consultato il 27 febbraio 2017.
- G. Giani, Carta prospettiva delle Comuni censuarie della Dalmazia, foglio 12, 1839. Fondo Miscellanea cartografica catastale, Archivio di Stato di Trieste.
- Carta di cabottaggio del mare Adriatico, foglio XIII, Milano, Istituto geografico militare, 1822-1824. URL consultato il 17 febbraio 2017 (archiviato dall'url originale il 13 aprile 2013).